# Август Вільгельм Ейхлер
Август Вільгельм Ейхлер (нім. August Wilhelm Eichler, 22 квітня 1839 — 2 березня 1887) — німецький ботанік, відомий тим, що змінив систему класифікації, щоб краще відобразити взаємозв'язки між рослинами.

## Біографія
Август Вільгельм Ейхлер народився в місті Нойкірхен (Кнюлль) 22 квітня 1839 року.
Ейхлер навчався в університеті Марбурга, Німеччина, а в 1871 став професором ботаніки у Technische Hochschule (технічний університет) у Граці та директором ботанічного саду в цьому місті. У 1872 році він отримав призначення у Кільський університет, де він працював до 1878 року, згодом він став директором гербарію у Гумбольдтському університеті Берліна.
Ейхлер був першим систематиком, який розділив насінні рослини на покритонасінні та голонасінні рослини, а також на однодольні та дводольні. Він зробив значний внесок у ботаніку, описавши багато видів насіннєвих рослин.
Август Вільгельм Ейхлер помер у Берліні 2 березня 1887 року.

## Наукова діяльність
Август Вільгельм Ейхлер спеціалізувався на насіннєвих рослинах.

## Наукові роботи
- Blütendiagramme, Volume I: 1875 and Volume II: 1878[8].
- Flora Brasiliensis[9].
- Syllabus der Vorlesungen über Phanerogamenkunde. 1883.

## Почесті
На його честь названо рід рослин Eichleria Progel та рід рослин Eichlerodendron Briq.